# Stimmhafter alveolarer Frikativ
Der stimmhafte alveolare Frikativ (ein stimmhafter, an den Alveolen gebildeter Reibelaut) hat in verschiedenen Sprachen folgende lautliche und orthographische Realisierungen:
- Deutsch [⁠z⁠]: regional s im Anlaut vor Vokal, zwischen zwei Vokalen, zwischen [⁠l⁠], [⁠m⁠], [⁠n⁠], [⁠ŋ⁠], [⁠r⁠] und Vokal sowie vor [⁠l⁠], [⁠m⁠], [⁠n⁠], [⁠r⁠], wenn es eine verwandte Wortform gibt, bei der vor diesen Konsonanten ein Schwa gesprochen wird.
  - Beispiele: Sage [ˈzaːgə] oder [ˈz̥aːg̥ə], Hase [ˈhaːzə] oder [ˈhaːz̥ə], unser [ˈʊnzɐ], Mitbringsel [ˈmɪtbʁɪŋzl ̩], Pilsner [ˈpʰɪlznɐ], unsre [ˈʊnzʁə]

(kommt in den südlichen Varietäten nicht vor, dort stimmlos)
- Englisch [⁠z⁠]: z, x im Anlaut, manchmal s nach Vokalen.
  - Beispiele: lazy [ˈleɪzi], zoom [zuːm], xylophone [ˈzaɪləfoʊn], ease [iːz]
- Französisch [⁠z⁠]: z sowie s zwischen zwei Vokalbuchstaben.
  - Beispiele: zéro [zeˈʀo], rose [ˈʀoz]
- Russisch [⁠z⁠]: З, з sowie C, c bei Assimilation an stimmhafte Konsonanten.
- Vietnamesisch [⁠z⁠] D, d sowie Gi, gi
  - Beispiele: da [za:˧], 'Leder, Haut'; giang [zaŋ˧], 'Fluss'